# Vera Fogwill

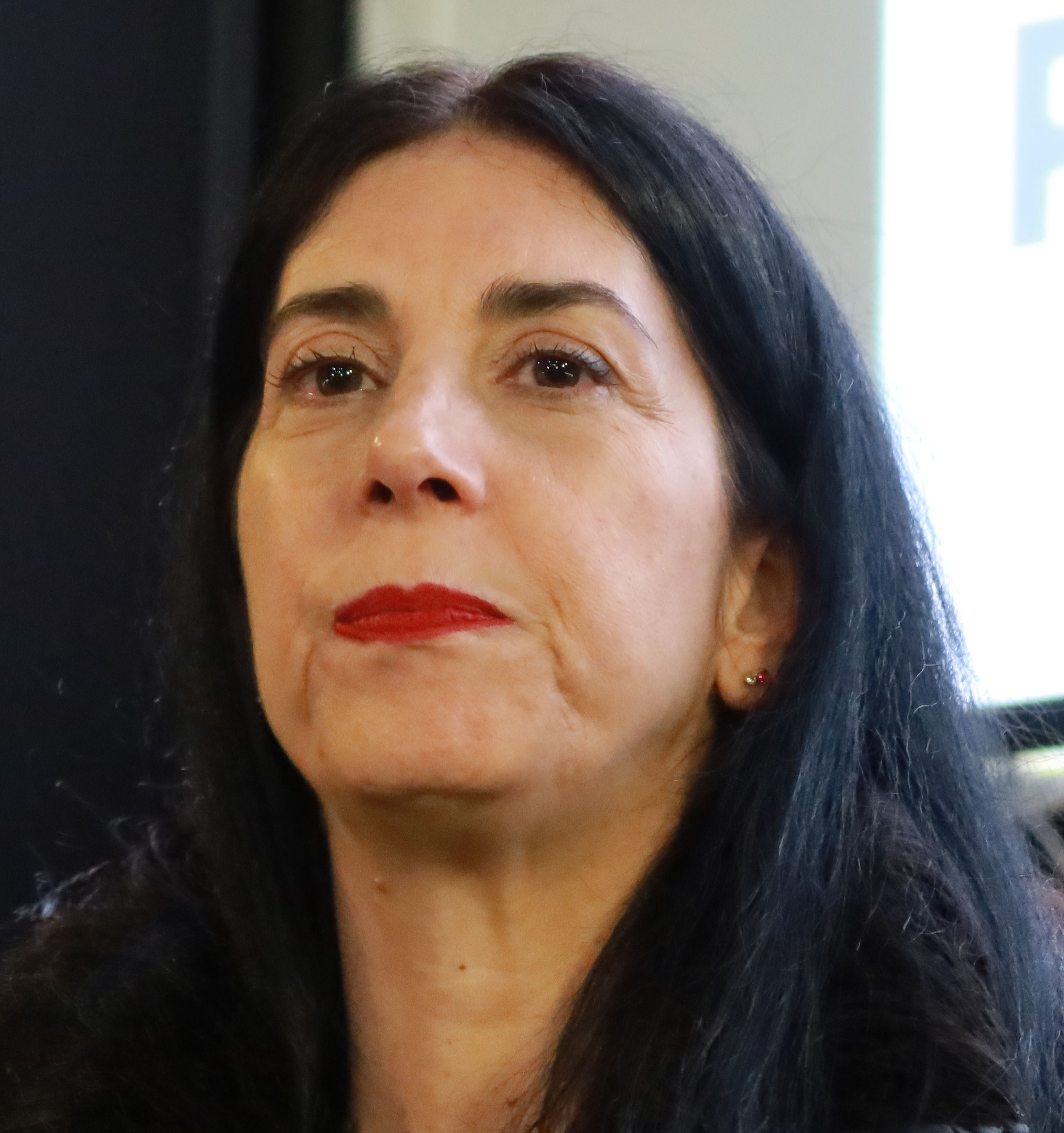
Vera Fogwill

Vera Fogwill (geboren am 28. November 1972 in Buenos Aires) ist eine argentinische Schauspielerin, Regisseurin und Drehbuchautorin.

## Leben
Sie ist die Tochter von Rodolfo Fogwill und hat einen Sohn. Bereits ab dem Alter von 14 Jahren stand sie auf der Bühne und war zunächst als Theater-Schauspielerin aktiv. Anfang der 1990er Jahre hatte sie ihre ersten Rollen in Film und Fernsehen. So spielte sie 1993 in der täglichen Serie Canto rodado (escuela de arte).
Für ihre Rolle in Buenos Aires Vice Versa (1996) wurde sie mit einem Cóndor de Plata als „beste Nachwuchsschauspielerin“ ausgezeichnet. Für ihre Hauptrolle der „Soledad“ in Das letzte Kino der Welt wurde sie für einen Cóndor de Plata nominiert.
Für ihre Tragikomödie Kept and Dreamless (2005) wurde sie mit dem Cóndor de Plata für das „beste Erstlingswerk“ als Regisseurin und Drehbuchautorin ausgezeichnet sowie mit weiteren internationalen Filmpreisen bedacht. Auch für Symphony for Ana wurde sie für einen Cóndor de Plata, dieses Mal als „beste Nebendarstellerin“ nominiert.

## Filmografie
- 1993: The Eyes of the Scissors (TV-Serie, 90 Folgen)
- 1995: Der Zensor (El censor)
- 1996: Buenos Aires Vice Verse
- 1996: Evita
- 1997: Soul’s Square (Plaza de almas)
- 1998: Vulnerables (TV-Serie)
- 1998: Das letzte Kino der Welt (El viento se llevó lo que)
- 2005: Kept and Dreamless (Las mantenidas sin sueños)
- 2005: La demolición
- 2006: Killer Women (Mujeres asesinas, TV-Serie)
- 2006: Chile 672
- 2016: El silencio
- 2017: Symphony for Ana (Sinfonía para Ana)
- 2020: Mamá, mamá, mamá